# Bangles (EP)
| Recensione | Giudizio |
| ---------- | -------- |
| AllMusic   | [ 1 ]    |

Bangles è l'omonimo EP del gruppo musicale femminile statunitense The Bangles, pubblicato nel 1982 dalla Faulty Products e successivamente ripubblicato da I.R.S. Records, quando la prima cessò l'attività.

## Il disco
Le Bangles iniziarono a suonare a Los Angeles come una band garage rock, associate come gruppi simili all'area della musica Paisley Underground. Dopo aver autoprodotto il singolo di debutto, il gruppo firmò con Miles Copeland con la sua nuova etichetta Faulty Products controllata dalla I.R.S. Records.
L'EP contiene quattro brani originali scritti dai membri del gruppo ed una cover How Is The Air Up There?, singolo della band neozelandese The La De Das del 1960.
Subito dopo la pubblicazione dell'EP, Annette Zilinskas lasciò la band e fu sostituita da Michael Steele, ex bassista delle Runaways.

## Tracce
Vinile 12"
1. The Real World – 2:35 (S. Hoffs, V. Peterson)
2. I'm in Line – 3:00 (S. Hoffs, V. Peterson, D. Peterson)
3. Want You – 2:15 (V. Peterson)
4. Mary Street – 2:38 (S. Hoffs, V. Peterson)
5. How Is the Air Up There? – 2:51 (S. Duboff, A. Kornfeld)

## Formazione
The Bangles
- Susanna Hoffs – voce, chitarra, cori
- Vicki Peterson – voce, chitarra, cori
- Debbi Peterson – voce, batteria, percussioni, cori
- Annette Zilinskas – basso, armonica, cori

Altri musicisti
- Craig Leon – pianoforte in Mary Street e The Real World
- Ethan James – pianoforte in The Real World